# Tour-en-Sologne
Tour-en-Sologne – miejscowość i gmina we Francji, w Regionie Centralnym, w departamencie Loir-et-Cher.
W pobliżu miasta znajduje się jeden z zamków  nad Loarą.
Według danych na rok 1990 gminę zamieszkiwały 794 osoby, a gęstość zaludnienia wynosiła 30 osób/km² (wśród 1842 gmin Regionu Centralnego Tour-en-Sologne plasuje się na 493. miejscu pod względem liczby ludności, natomiast pod względem powierzchni na miejscu 443.).